# Joan Corominas i Vila
|  | No s'ha de confondre amb Joan Coromines i Vigneaux. |

Joan Corominas i Vila (Sabadell, 20 de desembre de 1924 - Barcelona, 18 de març de 2012) fou un empresari català, president del Banc Sabadell des del 1976 fins a 1999.

## Biografia
De família d'industrials del tèxtil, el seu besavi Joan Baptista Corominas ja havia estat president del Banc de Sabadell. Estudià dret a la Universitat de Barcelona. Encara jove accionista, va proposar el 1963 d'obrir oficines i d'eixamplar el camp d'activitats fora del nínxol de la indústria llanera i servir altres comunitats i sectors. Des del 1969 entrà com a conseller al Banc i el 1976 en fou nomenat president. És considerat responsable de l'expansió del Banc arreu de Catalunya i Espanya, que va bastir els fonaments per en fer el quart grup bancari espanyol. També fou president de la Cambra de Comerç i Indústria de Sabadell i de la Caixa de Sabadell. El 2000 va rebre la Creu de Sant Jordi. Expirà el 18 de març de l'any 2012 a Barcelona.